# ناو کلاس نیتاکا
کروزر کلاس نیتاکا (به انگلیسی: Niitaka-class cruiser) یک کلاس از کشتی است که طول آن ۱۰۲ متر (۳۳۴ فوت ۸ اینچ) می‌باشد.